# Гранитов, Владимир Владимирович
Владимир Владимирович Гранитов (4 апреля 1915, Петроград, Российская империя — 20 мая 1999, Сан-Франциско, США) — председатель Русского обще-воинского союза (РОВС). Во время Второй мировой войны служил в Русском корпусе вермахта, воевавшем против Красной Армии и югославских партизан.

## Биография
Родился в семье кадрового офицера 13-го лейб-гренадерского Эриванского полка капитана (впоследствии полковника) В. И. Гранитова. После Гражданской войны вместе со своими родителями эмигрировал в Королевство СХС. В Белграде (Югославия) окончил русскую гимназию (1933) и университет (1938), по специальности инженера-строителя.
Военное образование получил, окончив портупей-юнкером Военно-училищные курсы при IV Отделе РОВСа (1933—1936) и Зарубежные высшие военно-научные курсы профессора генерал-лейтенанта Н. Н. Головина в Белграде (1936—1942) — IV выпуск. Принят в полковое Объединение 13-го лейб-гренадерского Эриванского царя Михаила Феодоровича полка и привлечён в качестве офицера-инструктора в роту допризывной подготовки молодёжи, организованной при IV Отделе РОВСа подполковником М. Т. Гордеевым-Зарецким. Накануне германской оккупации Белграда приказом начальника IV Отдела РОВСа генерал-лейтенанта И. Г. Барбовича произведён в подпоручики 10 апреля 1941 г.
Служил в рядах Русского корпуса с первого дня его основания. Занимал различные унтер-офицерские и офицерские должности до командира роты включительно. Был тяжело ранен. Войну окончил в чине поручика (обер-лейтенанта), имея немецкий знак за ранение и шесть боевых наград: орден «За усердную службу», два знака отличия «За храбрость» для восточных народов, крест «За военные заслуги» 2-го класса с мечами и два Железных Креста 2-го класса (вторым Железным крестом 2-го класса он был награждён по недоразумению: его командир не знал, что В. В. Гранитов уже имеет эту награду, и за новые боевые заслуги должен представляться к Железному кресту 1-го класса).
В 1945 г., после окончания войны, переехал к семье в Мюнхен.
В 1948 году уехал в Аргентину, где участвовал в организации Союза святого благоверного великого князя Александра Невского (объединение чинов Русского корпуса) и вступил в местный отдел РОВСа.
В 1960 году переехал в США. Работал инженером в крупной железнодорожной компании по проектированию мостов. Среди его достижений как инженера-строителя — создание трёх храмов Русской православной церкви заграницей: строительство Воскресенского кафедрального собора в Буэнос-Айресе (Аргентина), составление проекта Казанской церкви в Сан-Франциско (США), постройка Петропавловского собора в г. Санта-Роза (шт. Калифорния, США). На протяжении многих лет состоял секретарём отдела Союза чинов Русского корпуса в США, затем его председателем. От генерал-майора А. Н. Выграна принял пост председателя Сан-Францисского комитета помощи зарубежным военным инвалидам (1982). Председатель Союза чинов Русского корпуса (1986).
С 1 июля 1988 года — заместитель председателя РОВСа. С 1 августа того же года — председатель РОВСа. Помимо того, состоял старостой Казанской церкви в Сан-Франциско, входил в правление газеты «Русская Жизнь» (Сан-Франциско) и редакционную коллегию журнала «Наши Вести», состоял членом ряда русских воинских и общественных организаций, в том числе Фонда им. И. В. Кулаева, оказавшего значительную материальную помощь учащейся молодёжи, русским школам и нуждающимся престарелым соотечественникам. Почётный член организации «Русское Знамя».
Гранитов, приветствуя процессы декоммунизации Восточной Европы, не доверял М. С. Горбачёву и считал его сотрудничество со странами Западной Европы потенциально угрожающим территориальной целостности России:

На основании нашего горького опыта мы знаем, что у России в свободном мире искренних друзей нет и что «помощь» Запада может привести к полному расчленению России. Об этой опасности мы должны неустанно предупреждать русских людей в Советском Союзе, так как многие среди них верят в поддержку демократического Запада.

В 1992—1999 годах проводил активную работу по перенесению работы РОВС в Россию, организации отдела РОВСа в России и привлечению русской молодёжи к работе Союза.
Скончался 20 мая 1999 года в Сан-Франциско, штат Калифорния, США, похоронен на Сербском православном кладбище.

## Сочинения
- В. В. Гранитов. Караульный взвод. /В кн.: Русский Корпус на Балканах во время II Великой войны 1941—1945, СПб, 1999.
- В. В. Гранитов. Первый бой. /В кн.: Русский Корпус на Балканах во время II Великой войны 1941—1945, СПб, 1999.